# Olga Petit
Olga Petit, född 1870, död 1966, var en fransk jurist. 
Hon blev 1900 landets första kvinnliga advokat. 